# Mie Leth Jans
Mie Leth Jans (6 febbraio 1994) è una calciatrice danese, difensore del Brøndby.

## Carriera

### Club

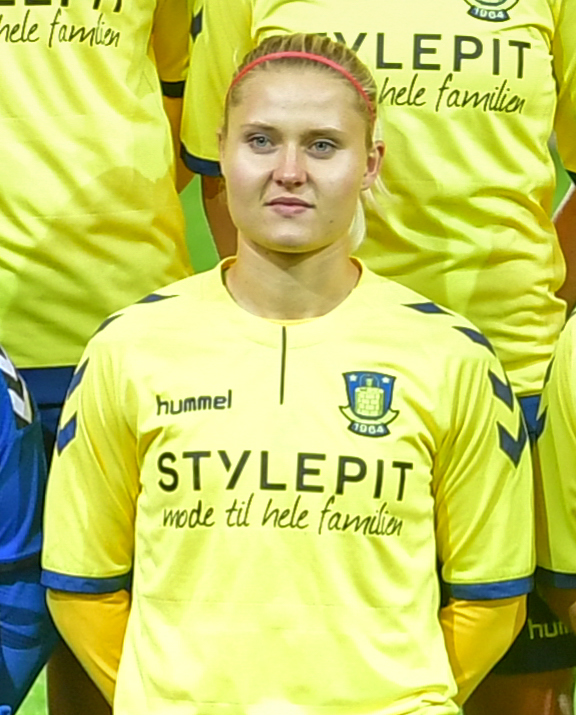
Leth Jans nel 2016 con il in Champions League

Inizia a giocare a calcio a 6 anni, nel 2000, con il Dragør. In seguito passa nelle giovanili del Taarnby e poi in quelle del Brøndby, dove rimane fino al 2012. A 18 anni passa al BSF, dove resta per un anno.
Nel 2014 ritorna al Brøndby, dove gioca l'Elitedivisionen, massima serie danese e la UEFA Women's Champions League, competizione nella quale debutta il 28 marzo 2015 nel ritorno dei quarti di finale, giocando titolare nel pareggio per 1-1 contro le svedesi del Linköping.
Le gialloblu passeranno il turno in virtù della vittoria dell'andata in Svezia per 1-0, ma verranno eliminate in semifinale dal 1. FFC Francoforte. In tre stagioni al Brøndby vince 2 campionati consecutivi (2015 e 2017) e 2 Coppe di Danimarca, sempre nel 2015 e nel 2017.
A luglio 2017 si trasferisce in Inghilterra, firmando con il Manchester City.

### Nazionale
Inizia a giocare nelle nazionali giovanili danesi a 15 anni, nel 2009, esordendo in Under-16, dove gioca 6 partite nello stesso anno. Sempre nel 2009 passa in Under-17, militandovi fino al 2011 e collezionando 12 presenze e 2 gol. Dal 2011 al 2013 viene utilizzata costantemente dall'Under-19, con cui disputa 31 gare, trovando 5 gol, e partecipa agli Europei di Turchia 2012, dove arriva in semifinale, venendo eliminata dalla Svezia, poi vincitrice del torneo, e Galles 2013, nel quale esce al girone.
Nel 2013, a 19 anni, debutta in nazionale maggiore, subentrando a Nanna Christiansen al 79' della sfida vinta per 5-0 in trasferta a La Valletta contro Malta il 24 novembre, nelle qualificazioni al Mondiale 2015 in Canada.
Nel 2016 disputa un'amichevole con l'Under-23.
Nel 2017 il CT danese Nils Nielsen la convoca per gli Europei nei Paesi Bassi, facendola giocare nella sconfitta per 1-0 nel girone contro le padrone di casa, sfida che si ripeterà in finale, con un'altra vittoria olandese, stavolta per 4-2.

## Palmarès

### Club
- Campionato svedese: 1

Rosengård: 2019
- Campionato danese: 2

Brøndby: 2014-2015, 2016-2017
- Coppa di Danimarca: 2

Brøndby: 2014-2015, 2016-2017